# توری دیفالکو
توری جیمز دیفالکو (انگلیسی: Torey James DeFalco؛ زادهٔ ۱۰ آوریل ۱۹۹۷) یک بازیکن والیبال اهل آمریکا است. او عضوی از تیم ملی آمریکا، شرکت کننده در بازی‌های المپیک توکیو ۲۰۲۰ بود. در سطح باشگاهی حرفه ای، او برای تیم‌های پلاس لیگا، باشگاه والیبال آسیکو رسوویا ژشوف بازی می‌کند.

## حرفه ای

### دانشکده
دیفالکو چهار سال والیبال در دانشگاه ایالتی کالیفرنیا در لانگ بیچ بازی کرد. در حالی که در LBSU بود، در هر چهار سال (۲۰۱۶–۲۰۱۹) به فینال چهار NCAA رسید و دو بار قهرمان NCAA (2018، ۲۰۱۹) شد. او دو بار بهترین بازیکن سال AVCA (2017، ۲۰۱۹)، بازیکن تازه‌وارد سال AVCA (2016) و چهار بار یک تیم اول AVCA در آمریکا (۲۰۱۶–۲۰۱۹) شد. او به عنوان برجسته‌ترین بازیکن مسابقات قهرمانی NCAA 2019 انتخاب شد و همچنین سه بار به تیم تمام تورنمنت‌های NCAA معرفی شد (۲۰۱۶، ۲۰۱۸، ۲۰۱۹). دیفالکو در رشته ساخت و تولید تحصیل کرده‌است.

### باشگاهی
در ژوئن ۲۰۱۹، دیفالکو اولین قرارداد حرفه ای والیبال خود را با تیم ایتالیایی Volley Callipoامضا کرد. برای فصل ۲۰۲۱–۲۲، او به باشگاه والیبال ایندیکپل آزتس اولشتین پیوست.

## دستاوردهای ورزشی

### دانشگاهی
- مسابقات قهرمانی کشور
  - 2018 مسابقات قهرمانی ملی NCAA، با ساحل ایالت لانگ بیچ
  - 2019 مسابقات قهرمانی ملی NCAA، با ساحل ایالتی لانگ بیچ

### تیم ملی جوانان آمریکا
- 2014 قهرمانی زیر ۱۹ سال نورسکا

### جوایز انفرادی
- ۲۰۱۴: قهرمانی U19 NORCECA - با ارزش‌ترین بازیکن
- ۲۰۱۴: قهرمانی زیر ۱۹ سال NORCECA - بهترین بازیکن خارجی
- ۲۰۱۶: مسابقات قهرمانی ملی NCAA - تیم تمام مسابقات
- ۲۰۱۸: مسابقات قهرمانی ملی NCAA - تیم تمام مسابقات
- ۲۰۱۹: مسابقات قهرمانی ملی NCAA - تیم تمام مسابقات (برجسته‌ترین بازیکن)
- ۲۰۱۹: قهرمانی نورسکا – بهترین اسپایکر خارجی
- ۲۰۲۲: قهرمانی لهستان